# Big Flat (Arkansas)
Big Flat – miasto w Stanach Zjednoczonych, w stanie Arkansas, w hrabstwie Baxter.